# Giorgia Paolocci
Giorgia Paolocci (Roma, 31 maggio 1999) è una cestista italiana.

## Carriera
Alta 180 cm, gioca come ala nella Pallacanestro Femminile Umbertide.